# Johannes Proost
Johannes Proost Jo - Johan alias Jan Jansen, (Geervliet, 27 februari 1882 - Oranienburg, 26 maart 1942) was een Nederlandse kunstenaar en linkse politicus, lid van het Uitvoerend Comité van de Komintern.

## Levensloop
Proost was een zoon van Pieter Proost (predikant) en Catherina Maria Jacoba Ternooij Apel, een familie met intellectuelen. Hij was getrouwd (1905-1914) met  
Charlotte Sjouerman.  Proost was kunstenaar en graveur, hij had in 1940 een atelier in Rotterdam.
Proost nam, binnen de linkervleugel, deel aan de Nederlandse socialistische beweging. Hij werkte nauw samen met David Wijnkoop.  Op zijn aanwijzingen ging hij, tijdens de Eerste Wereldoorlog, verschillende keren naar Duitsland om contacten te leggen met lokale internationalisten.
Na de oprichting van de Communistische Partij Holland, werd de beweging een onderdeel van deze partij. In 1920 vertegenwoordigde het samen met Wijnkoop de CPN op het Tweede Congres van de Komintern in Moskou; Op 7 augustus 1920, na het einde van het congres, werden Wijnkoop en Jansen lid van de ECCI. Hij was lid van het Amerikaanse agentschap in Mexico. In juni-juli 1921 vertegenwoordigde hij de CPN op het Derde Congres van de Komintern, in juni 1923 - op de Derde Uitgebreide Plenum van de ECCI, waaraan hij deelnam aan het werk van de Australische en Deense commissies.
In 1926, nadat de groep, waaronder Wijnkoop en Willem van Ravesteyn (die al snel de Communistische Partij Holland-Wijnkoop creëerden), werd verbannen uit de CPN, verliet hij de partij.
- Biografisch Portaal: 23905022
- RKD-Nederlands Instituut voor Kunstgeschiedenis: 64964